# Pēteris Plēsums
Pēteris Plēsums (ur. 1895, zm. 12 grudnia 1968 w Rydze) – łotewski działacz komunistyczny, radziecki polityk.

## Życiorys
Od 1915 do 1917 służył w rosyjskiej armii, w 1917 wstąpił do SDPRR(b), od listopada 1917 do grudnia 1920 służył w Gwardii i Armii Czerwonej. W 1921 został funkcjonariuszem partyjnym w Baszkirskiej ASRR, 1931-1932 prowadził nielegalną działalność komunistyczną na Łotwie, za co w 1932 został aresztowany przez łotewskie władze i skazany na więzienie, 21 czerwca 1940 zwolniony. Wznowił działalność komunistyczną jako sekretarz komitetu obwodowego KPŁ, od sierpnia 1940 do marca 1947 był zastępcą przewodniczącego Prezydium Rady Najwyższej Łotewskiej SRR, a od 1 marca 1941 do 1943 sekretarzem KC Komunistycznej Partii (bolszewików) Łotwy ds. transportu. Jednocześnie w 1941 został pełnomocnikiem KC KP(b)Ł ds. pracy wśród ewakuowanych obywateli Łotewskiej SRR do obwodu kirowskiego, 1942-1944 był redaktorem gazety "Cīņa" ("Walka"), od marca 1947 do marca 1948 sekretarzem Kolegium Partyjnego Komisji Partyjnej przy KC KP(b)Ł, a od marca 1948 do 1960 przewodniczącym Komisji Partyjnej przy KC KPŁ.